# 维耶维
维耶维（法語：Viévy，法語發音：[vjevi]）是法国科多尔省的一个市镇，属于博讷区。

## 地理
维耶维（47°3'27"N, 4°27'8"E）面积32.88 平方千米，位于法国勃艮第-弗朗什-孔泰大區科多尔省，该省份为法国中东部省份，北起奥布省，西接涅夫勒省和约讷省，南至索恩-卢瓦尔省，东南接汝拉省，东临上索恩省，东北部与上马恩省接壤。
与维耶维接壤的市镇（或旧市镇、城区）包括：马尼安、武德奈、马利尼、圣皮埃尔昂沃、蒂里、伊戈尔奈、圣莱热迪布瓦、叙利。

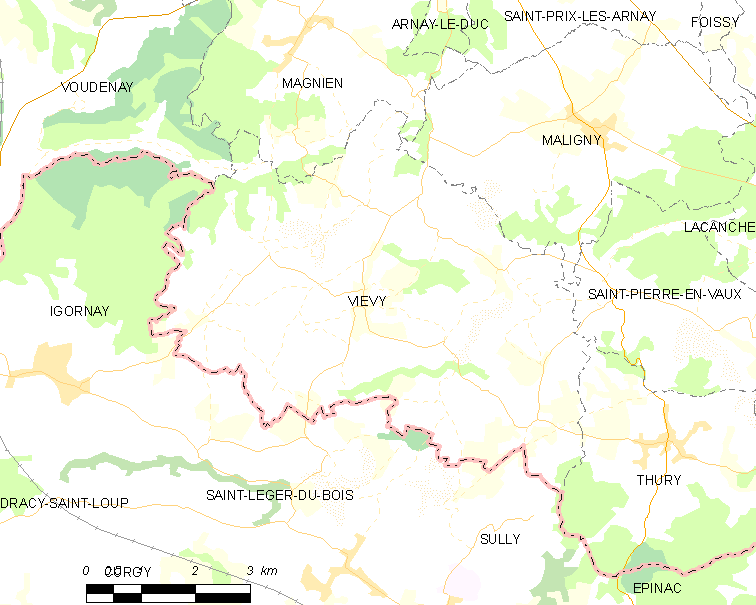
维耶维的OSM定位图

维耶维的时区为UTC+01:00、UTC+02:00（夏令时）。

## 行政
维耶维的邮政编码为21230，INSEE市镇编码为21683。

## 政治
维耶维所属的省级选区为阿尔奈勒迪克县。

## 人口

1962-2008年间维耶维人口变化图示

维耶维于2022年1月1日时的人口数量为360人。